# Cantó de Sent Pèr de Bigòrra
El cantó de Sent Pèr de Bigòrra és un cantó francès del departament dels Alts Pirineus, situat al districte d'Argelèrs de Gasòst. Té 4 municipis i el cap cantonal és Sent Pèr de Bigòrra.

## Municipis
- Barlest
- Lobajac
- Peirosa
- Sent Pèr de Bigòrra

## Història
| Data d'elecció                           | Identitat            | Partit           | Qualitat |
| ---------------------------------------- | -------------------- | ---------------- | -------- |
| 1985-1992                                | Jean Bellocq-Latapie | UDF              |          |
| 1992-                                    | Bruno Lepore         | RPR, després UMP |          |
| les dades anteriors no són pas conegudes |                      |                  |          |
|                                          |                      |                  |          |